# Lamao (Limay)
Lamao (Barangay ng Lamao) är en barangay i kommun Limay, Filippinerna. Kommunen ligger på ön Luzon, och tillhör provinsen Bataan.
Lamao delas in i 14 byar.
- Aburido
- Arsenal
- Ayam
- BPI
- Carbon Site
- Crusher Site
- Esperanza (Mt. Lamao)
- Lamao Poblacion
- Manggahan
- Pag-Asa
- Petron Village
- PEX
- Policarpio Site
- San José